# Ouveillan

Ouveillan este o comună în departamentul Aude din sudul Franței. În 1 ianuarie 2022 avea o populație de 2.635 de locuitori.